# Die gelöschte Welt
Die gelöschte Welt (OT: The Gone-Away World) ist der erste Roman des britischen Schriftstellers Nick Harkaway aus dem Jahr 2008. Die deutsche Übersetzung erschien 2009.
Harkaway bot das Manuskript unter dem Titel The Wages of Gonzo Lubitsch verschiedenen Verlagen an, der Heinemann-Verlag aus der Random-House-Gruppe erwarb schließlich die Rechte für eine Zahlung von 300.000 Pfund.

## Handlung
Die Erzählung beginnt in einer schäbigen Bar. Eine Gruppe von Spezialisten wird angeheuert, um einen Großbrand in einer wichtigen Industrieanlage zu löschen. Der namenlose Erzähler und seine Kameraden machen sich mit bereitgestellten Trucks auf den Weg. Auf dem Weg wird offenbar, dass die Welt aus den Fugen geraten ist und weite Teile merkwürdigen, gefährlichen Veränderungen unterliegen.
In einer langen Rückblende wird die Jugend des Erzählers geschildert, der als Kind einen der anderen Trucker, Gonzo Lubitsch, kennenlernt. Die beiden sind bis zum College unzertrennlich, verlieren sich dann aus den Augen und treffen sich erst im Krieg wieder, der in einem asiatischen Gebirgsstaat ausbricht, auf den verschiedene Großmächte Anspruch erheben. Durch den Einsatz einer neuartigen Waffe, die der Materie alle gespeicherte Information entziehen und so den Feind einfach verschwinden lassen soll, stürzt die Welt ins Chaos. Die Zeug genannte informationslose Materie nimmt kleinste Anregungen auf und schafft so eine sich stets verändernde Realität. Der Effekt breitet sich aus, große Teile der Welt werden instabil und verändern sich fortlaufend oder verschwinden.
Nach dem Krieg etabliert sich die Jorgmund Company, die durch das geheimnisvolle Mittel FOX die Information der Materie stabilisieren kann. Die teilweise beweglichen Jorgmund-Rohre verteilen das FOX und schaffen so Zonen der Beständigkeit, in denen die Bevölkerung mehr oder weniger normal leben kann. Gonzo und die andern sind nun auf dem Weg, den Brand eines solchen Rohrs zu löschen. Bei diesem Versuch werden Gonzo und der Erzähler von einer Welle von Zeug überschüttet.
Als der Erzähler nach Hause zurückkehrt, stellt er fest, dass seine Frau anscheinend mit Gonzo verheiratet ist und alte Freunde ihn nicht mehr erkennen. Kurz darauf versucht Gonzo, ihn zu erschießen und wirft ihn danach aus dem fahrenden Truck. Der Verletzte wird gesund gepflegt und schließt sich einer Gruppe von herumziehenden Outsidern an, während er versucht, herauszufinden, was mit ihm passiert ist. Nach und nach stellt er fest, dass alle seine Erinnerungen falsch sind und er lediglich eine durch das Zeug erzeugte Manifestation von Gonzos unterdrückten Persönlichkeitsaspekten, Ängsten und Träumen ist. Er offenbart dies Gonzos Eltern, die den Krieg überlebt haben. Diese akzeptieren ihn und weil sie verstehen, dass Gonzo nun ein Teil seiner Selbst fehlt, bitten sie ihn, Gonzo zu helfen, der inzwischen erneut von Managern der Jorgmund Company angeworben wurde.

## Rezeption und Kritik
Die gelöschte Welt erhielt überwiegend positive Kritiken. Ed King nannte das Buch in seiner Besprechung "eine beeindruckende Leistung der Vorstellungskraft und einen wilden, ausgelassen Ritt" (an impressive feat of imagination and a wildly exuberant ride), warnte jedoch, "die Erzählung drohe unter dem Gewicht ihrer eigenen Übersteigerung zusammenzubrechen" (the narrative threatens to collapse under the weight of its own excess).
Das Buch wurde unter anderem 2008 für den Locus Award und 2009 für einen British Science Fiction Association Award
nominiert.